# 紅絵
紅絵（べにえ）とは、江戸時代に描かれた浮世絵の彩色技法のひとつである。

## 概要
墨摺版画に、丹の代わりに紅の絵の具を使用し手彩色で施したものをいう。紅を主して他に黄土色、草色、黄色、藍色、緑などを筆彩している。なかには銅粉を使って金色を出した筆彩色のものも作られた。それらの顔料には相当に多量の膠が使用されているため、一種の光沢を持っていた。丹絵よりも遥かに手数のかかった筆彩の版画であった。享保（1716年 - 1736年）の初め頃に和泉屋権四郎という版元が始めたといわれ、寛保の頃まで盛んに行われた。紅絵を描いた絵師として、奥村政信、奥村利信、奥村源六、西村重長、石川豊信らがあげられる。この紅絵の黒色の部分にさらに膠を使用して光沢を出したものが漆絵であった。